# Баварское курфюршество
Курфюршество Бавария (нем. Kurfürstentum Bayern) — курфюршество в составе Священной Римской империи, существовавшее в 1623—1806 годах.

## История
Виттельсбахи, правившие Баварией, являлись младшей ветвью семьи, правившей Курпфальцем. В соответствии с «Золотой буллой» 1356 года право выбора императора было закреплено за представителями правившей в Пфальце старшей ветви, а младшая (Баварская) ветвь из выборов исключалась. Однако во время Реформации Пфальц принял протестантизм, курфюрст Фридрих V в 1619 году принял корону Богемии, и за это в 1623 году император Фердинанд II передал Верхний Пфальц и титул курфюрста его двоюродному брату Максимилиану I Баварскому. Хотя по условиям Вестфальского мира 1648 года Нижний Пфальц был возвращён сыну Фридриха V Карлу I Людвигу, для него был создан новый (восьмой) титул курфюрста, а за правителем Баварии было подтверждено право участия в выборах императора. Так Бавария превратилась из простого герцогства в курфюршество.
В начале XVIII века курфюрст Максимилиан II ввязался в войну за испанское наследство на стороне Франции и Испании, однако 13 августа 1704 года был разбит в Гохштедтском сражении, после чего Бавария вышла из войны. По заключённому 7 ноября 1704 года Ильберсхаймскому договору Бавария оказалась оккупированной Австрией и Пфальцем, и австрийскую оккупацию не смогло сбросить даже крупное крестьянское восстание. Лишь Баденский договор 1714 года вернул Максимилиану II его владения.
Сын Максимилиана II — Карл Альбрехт — приложил все силы для увеличения своего престижа и влияния. После смерти императора Карла VI он оспорил «прагматическую санкцию», передававшую владения Габсбургов Марии Терезии, и ввязался в войну за австрийское наследство. Он завоевал Верхнюю Австрию, короновался в Праге королём Богемии, а в 1742 году даже стал императором Священной Римской империи, однако Бавария оказалась оккупированной австрийскими войсками, и вернуться в Мюнхен Карл Альбрехт смог лишь после того, как прусский король Фридрих II вторгся в Силезию, и австрийцам понадобилось перебросить все войска на северные границы. В 1745 году Карл Альбрехт умер, а его сын Максимилиан III поспешил заключить с Австрией сепаратный мир, отказавшись от всех притязаний отца.
Максимилиан III занялся внутренним развитием страны. При нём была основана Баварская академия наук, построена фарфоровая мануфактура в Нимфенбурге, он издал ряд антиклерикальных постановлений, занимался регулированием школьного образования. Однако 30 декабря 1777 года Максимилиан III умер от чёрной оспы, не оставив наследника. Его смерть означала пресечение баварской линии Виттельсбахов и переход Баварии к пфальцским Виттельсбахам. Этот переход был оспорен Австрией, что привело к войне за баварское наследство.
Тешенский договор 1779 года передал баварский престол пфальцскому курфюрсту, а Австрия получила за это Иннвиртель. Став правителем Баварии, пфальцский курфюрст Карл IV Теодор отменил просвещённую внутреннюю политику своего предшественника и ввязался в бесконечные внешнеполитические интриги (включая план обмена Старой Баварии на Австрийские Нидерланды с получением титула короля Бургундии). Тем временем в 1792 году произошла Великая французская революция. В ходе войны первой коалиции французские войска в 1792 году вошли в Пфальц, а в 1795 году Моро вторгся в Баварию и пошёл на Мюнхен. Карл IV Теодор бежал в Саксонию, оставив вместо себя регентский совет, который в 1796 году подписал с Моро перемирие в обмен на тяжёлую контрибуцию. В 1799 году Карл IV Теодор умер бездетным, пережив Карла II Августа Цвайбрюккенского, назначенного его преемником по Тешенскому договору, и потому Бавария перешла Максимилиану Иосифу.

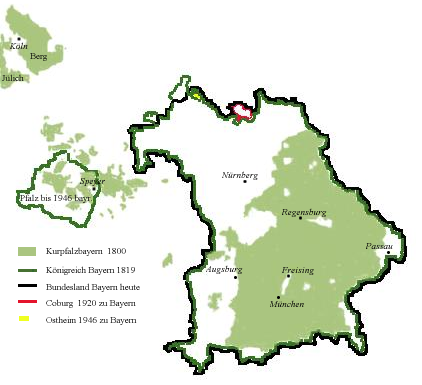
Владения курфюршества Бавария (светло-зелёный) в 1800 году и королевства Бавария (тёмно-зелёный) в 1819 году.

Максимилиан принял страну, находящуюся в тяжёлом положении. Незадолго перед этим страну опять оккупировали австрийцы, готовясь к возобновлению войны с Францией. Хотя и он сам, и его основные министры больше симпатизировали Франции, состояние баварских финансов и полный развал армии делали страну беззащитной перед Австрией. Баварии пришлось вступить в войну на стороне Австрии, баварские войска были разбиты вместе с австрийскими, и Моро опять вошёл в Мюнхен. По Люневильскому миру 1801 года Бавария потеряла Пфальц, а также графства Пфальц-Цвайбрюккен и Юлих-Берг.
В изменившихся условиях лица, управляющие Баварией, пришли к выводу, что её будущее лежит в союзе с Францией. В соответствии с договором, подписанным с Наполеоном, при дальнейшем расширении Французской Империи Бавария должна была получить компенсации за утерянные территории на левом берегу Рейна. В 1803 году в ходе германской медиатизации Бавария поглотила епископства Вюрцбургское, Бамбергское, Аугсбургское и Фрайзингенское, часть Пассауского епископства, территорию двадцати аббатств и семнадцати городов и деревень; образовавшаяся компактная территория являлась более чем достаточной компенсацией за утерянные анклавы на противоположном берегу Рейна. В войне третьей коалиции Бавария выступила уже как союзник Франции и по Пресбургскому миру получила Тироль с Бриксеном и Трентом, Форарльберг, правобережье Инна, Бургау и Линдау, а также Пассау и Айхштет, отторгнутые от Зальцбургского курфюршества (правда, в обмен на Тироль пришлось выделить бывшему зальцбургскому курфюрсту Великое герцогство Вюрцбург), а титул правителя Баварии был повышен с «курфюрста» до «короля». За это Максимилиану пришлось выдать дочь Августу замуж за наполеоновского пасынка Евгения Богарне.

## Курфюрсты Баварии
- Максимилиан I (1623—1651)
- Фердинанд Мария (1651—1679)
- Максимилиан II (1679—1726)
- Карл I (1726—1745)
- Максимилиан III (1745—1777)
- Карл II (1777—1799)
- Максимилиан IV (1799—1806)